# Classe Leone
La classe Leone était initialement une classe de cinq croiseurs éclaireurs (en italien : esploratore). construite après la Première Guerre mondiale pour la Regia Marina par le chantier naval italien Ansaldo de Gênes.
Il était initialement composé de 5 unités : Leone , Tigre, Pantera, Leopardo et Lince, mais les deux dernières n'ont jamais été achevées. En 1938, les unités ont été reclassées en tant que destroyers.

## Conception
Commandée en 1917, cette classe ne sera mise en chantier qu'en 1920, à cause de la pénurie d'acier. C'est une version agrandie des destroyers de l'époque, en développement de la classe Mirabello.
Ils avaient une longueur totale de 113,41 mètres, une largeur de 10,36 mètres et un tirant d'eau moyen de 3,1 mètres. Ils déplaçaient 2 230 tonnes à charge normale et 2 330 tonnes à pleine charge. Leur effectif était de 10 officiers et 194 hommes de troupe.
Les Leone étaient propulsés par deux turbines à vapeur à engrenages Parsons, chacune entraînant un arbre d'hélice à l'aide de la vapeur fournie par quatre chaudières Yarrow. Les turbines avaient une puissance nominale de 42 000 chevaux (31 000 kW) pour une vitesse de 33 nœuds (61 km/h) en service, bien que tous les navires aient dépassé cette vitesse pendant leurs essais en mer. Les navires transportaient 399 tonnes  de mazout, ce qui leur donnait une autonomie de 2 000 milles nautiques (3 700 km) à une vitesse de 15 nœuds (28 km/h).
Leur batterie principale était composée de huit canons de 120 mm répartis dans quatre tourelles jumelées, une à l'avant et une à l'arrière de la superstructure, les autres tourelles étant placées entre les cheminées et les supports des tubes lance-torpilles au milieu du navire. Ils étaient équipés de six tubes lance-torpilles de 450 mm dans deux supports triples. Les Leone pouvaient également transporter 60 mines.

## Service
Les trois bâtiments ont été affectés au service colonial à la base navale de Massaoua en Érythrée.

En 1938, ils ont été reclassifiés comme destroyers et ont participé à la Seconde Guerre mondiale en Afrique orientale italienne. Leur seule action notable est leur participation à l'attaque contre le convoi allié BN 7 le 21 octobre 1940.

Leur dernière mission est un raid de bombardement par le canal de Suez en avril 1941. Le Leone s'échoue au large de Massaoua et est coulé par le Tigre et le Pantera. Repérés et bombardés par l'aviation britannique ils s'échouent sur les côtes de l'Arabie et les équipages sabordent leurs navires.

## Unités
| Leone   | Chantier naval Ansaldo à Gênes | 1er octobre 1923 | 1er juillet 1924 | coulé le 1er avril 1941 |
| Pantera | Chantier naval Ansaldo à Gênes | 18 octobre 1923  | 28 octobre 1924  | sabordé le 4 avril 1941 |
| Tigre   | Chantier naval Ansaldo à Gênes | 7 août 1924      | 10 octobre 1924  | sabordé le 4 avril 1941 |